# Thuban (Geoinformationssystem)
Thuban ist ein Geoinformationssystem, mit dem Geodaten untersucht werden können.
Die Version 1.0 von Thuban wurde nach zweieinhalb Jahren Entwicklungszeit Anfang Januar 2004 freigegeben. Mit dem Programm können Daten im Shapefile-Format und aus Datenbanken die auf PostgreSQL und PostGIS basieren verarbeitet werden.
Das Programm wurde entwickelt, um eine Lücke in FreeGIS zu schließen und wird wiederum als Basis für andere Programme wie zum Beispiel das Simulationssystem GREAT-ER (Geography Referenced Regional Exposure Assessment Tool for European Rivers) benutzt.
Das Programm gibt es im Moment in den Sprachen  Englisch, Französisch, Deutsch, Italienisch, Russisch und Spanisch. Es basiert unter anderem auf dem wxPython Framework und läuft damit auf den meisten Betriebssystemen. Installationspakete gibt es für Debian, Red Hat Linux, Mac OS X, und Windows 2000.